# Sir Patrick Spens
Sir Patrick Spens o Spence è una ballata tradizionale in lingua inglese considerata tra gli esempi più notevoli del genere. Fa parte delle Child Ballads, dove le è attribuito il numero 58.

## Struttura e storia
La versione più antica di Sir Patrick Spens, proveniente dalle Reliques of Ancient English Poetry di Thomas Percy (I,72) e trascritta, a suo dire, da due copie manoscritte pervenutegli in tempi diversi, può a buon diritto essere considerata la più bella ballata non solo della Scozia, ma anche delle intere Isole Britanniche. La sua autentica bellezza la rende ospite fissa di ogni antologia della letteratura inglese
La ballata è celebre per la sua struttura "cinematografica", con l'improvvisa transizione tra la corte del Re e la spiaggia dove Sir Patrick sta camminando (strofa 3) e dove legge incredulo, tra il riso iniziale di quando pensa che sia uno scherzo ed il pianto di quando si accorge che non lo è affatto, la missiva ufficiale contenente l'ordine di mettersi in mare in stagione non propizia. Ne risulta uno stupefacente effetto emotivo, con un procedimento che ricorda veramente i modernissimi passaggi cinematografici ex abrupto. In questa serie di scene folgoranti s'inserisce la tragica ironia delle ultime strofe, con il contrasto tra le immagini degli altezzosi Lord scozzesi che si preoccupano di tenere asciutte le loro scarpe mentre stanno per annegare, e dei loro cappelli piumati che galleggiano sull'acqua dopo che la nave è colata a picco, e l'attesa delle mogli che attendono coi loro ventagli e le loro belle acconciature, non sapendo ancora ciò che è accaduto ai loro sposi. Anche qui è presente uno straordinario e modernissimo effetto cinematografico: il dolore non viene mostrato, ma preannunciato e fatto solo immaginare). Sir Patrick Spens è da molti anche vista come il contrasto tra il Potere e la Ragione, con il Re che, bevendo il suo prezioso vino, ordina all'esperto marinaio una cosa assurda e pericolosa senza neanche chiedere il suo parere; con i nobili che, in una situazione tanto tragica, altro non pensano che ai loro bei vestiti ed alle scarpe; con i poveri marinai che periscono tragicamente per assolvere al loro dovere. Ma tutto sfuma con un tono dolente, di rassegnazione: così è stato, e così doveva essere. L'ultima strofa sembra però paventare una sorta di inutile giustizia post mortem: i lords scozzesi, tanto preoccupati per i loro abiti, giacciono annegati ai piedi del valoroso capitano costretto a navigare nella tempesta per obbedire alla ragion di Stato. 
Le cronache non menzionano Sir Patrick Spens, sebbene la sua missione appaia tanto importante da costringerlo a mettersi in mare senz'alcun indugio. Il fatto che egli sia accompagnato dalla più alta nobiltà potrebbe comunque riportare ad un antico fatto storico: nell'agosto del 1281 una figlia di Alessandro III di Scozia fu data in sposa ad Erik III, re di Norvegia, ma i cortigiani che avevano accompagnato la principessa nel Paese scandinavo perirono tutti durante la traversata di ritorno, quando la nave fece naufragio al largo delle isole Ebridi. In effetti, un'altra versione della ballata (da Jamieson, I, 57) sembra riportare fedelmente tali fatti, mentre in quella data da Sir Walter Scott (Minstrelsy of the Scottish Border, II, 43), si parla chiaramente della meta e dello scopo del viaggio dove, però, il riferimento sembra però essere piuttosto alla regina Margherita di Norvegia, perita in un naufragio presso le coste scozzesi qualche anno più tardi (1290); ma non è mai stato trovato alcun inequivocabile riscontro storico alla storia narrata nel nostro testo, cioè al naufragio durante le prime miglia del viaggio di andata. Sir Patrick Spens è comunque una composizione talmente perfetta, che alcuni hanno ipotizzato, forse a ragione, che essa provenga solo indirettamente dalla tradizione popolare e da flebili echi di lontani avvenimenti, e che sia in realtà un'anonima creazione letteraria settecentesca. La cosa però non sminuisce affatto il suo valore.

## Testo e traduzione italiana
The King sits in Dumferling toune

Drinking the blude-reid wine: 

O quhar will I get guid sailòr 

To sail this schip of mine?

Up and spak an eldern knicht,

Sat at the kings richt kne:

Sir Patrick Spence is the best sailòr 

That sails upon the se.

The King has written a braid letter

An' signed it wi' his hand, 

An' sent it to Sir Patrick Spence,

Was walking on the sand. 

The first line that Sir Patrick red 

A loud lauch lauched he; 

The next line that Sir Patrick red 

The teir blinded his ee. 

O quha is this has done this deid,

This ill deid don to me, 

To send me out this time o' the yeir 

To sail upon the se?

Mak hast, mak haste, my mirry men all, 

Our guid schip sails the morne:

O say na sae, my master deir, 

For I fear a deadlie storme. 

Late late yestreen I saw the new moone, 

Wi' the auld moone in hir arme, 

And I feir, I feir, my deir mastèr 

That we will com to harme. 

O our Scots nobles were licht laith 

To weet their cork-heild schoone; 

Bot lang owre a' the play wer playd

Thair hats they swam aboone. 

O lang, lang may their ladies sit 

Wi' thair fans into their hand,

Or eir they se Sir Patrick Spence 

Cum sailing to the land. 

O lang, o lang may the ladies stand 

Wi' thair gold kems in their hair, 

Waiting for thair ain deir lords, 

For they'll se thame na mair. 

Have owre, have owre to Aberdour

It's fiftie fadom deip, 

An' thair lies guid Sir Patrick Spence 

Wi' the Scots lords at his feit.
Sta il Re nella città di Dunfermline

Bevendo vino rosso sangue: 

"Dove lo trovo un buon marinaio 

Per far salpare questa mia nave?" 

S'alza a parlare un anziano cavaliere

Che stava al fianco destro del Re: 

"Sir Patrick Spens è il miglior marinaio 

Che navighi per il mare." 

Il Re ha scritto un ordine ufficiale

Firmandolo di sua propria mano 

E l'ha inviato a Sir Patrick Spens, 

Lui camminava sulla spiaggia. 

La prima riga che Sir Patrick lesse 

Scoppiò a ridere proprio di gusto; 

Ma la seconda riga che lesse, 

Gli occhi gli si empiron di pianto. 

"Ma chi ha potuto far questo, 

Chi m'ha fatto questa sventura? 

Mandarmi fuori in questa stagione, 

A navigar per il mare?" 

"Presto, presto, miei valenti compagni, 

Dobbiam salpare domattina;" 

"Che cosa dici, mio comandante? 

Io temo un'orrenda tempesta. 

"La luna nuova, l'ho vista iersera 

Con quella vecchia tra le braccia; 

Ed ho paura, mio comandante 

Che passeremo una grande sciagura." 

Eran molto restii, i nostri nobili scozzesi 

A bagnarsi i loro tacchi di sughero; 

Ma assai prima che tutto fosse finito 

I loro cappelli galleggiavan sull'acqua. 

A lungo, a lungo le loro spose siederanno

Li aspetteranno con il ventaglio in mano

Prima di vedere Sir Patrick Spens 

Veleggiare verso terra. 

A lungo, a lungo le loro spose si ergeranno

Pettini d'oro nei capelli 

Attendendo i loro cari sposi, 

Perché mai più li rivedranno. 

Laggiù, laggiù, vicino a Aberdour 

L'acqua è profonda cinquanta braccia; 

Là giace il bravo Sir Patrick Spens, 

Ed i signori scozzesi ai suoi piedi.
(Percy's Reliques of Ancient English Poetry, Edinburgh 1906, p. 114)